# Institutet för hälsa och välfärd
Institutet för hälsa och välfärd (THL) är ett statligt sektorforskningsinstitut i Finland. Institutet, som lyder under social- och hälsovårdsministeriet och har c:a 1200 anställda, har verksamhet i Helsingfors, Jyväskylä, Kuopio, Tammerfors, Uleåborg, Vasa och Åbo. Institutets uppgifter är att främja befolkningens välfärd och hälsa, förebygga sjukdomar och sociala problem och utveckla social- och hälsovården.
Institutet grundas den 1 januari 2009 genom sammanslagning av Folkhälsoinstitutet (KTL) och Forsknings- och utvecklingscentralen för social- och hälsovården (Stakes).
Generaldirektör för THL är professor Markku Tervahauta.